# Chad Wiseman
Chad Wiseman (né le 25 mars 1981 à Burlington, dans la province de l'Ontario au Canada) est un joueur professionnel et un entraîneur canadien de hockey sur glace.

## Carrière de joueur
Un choix de 8e ronde au repêchage de 2000 par les Sharks de San José. Il joue son hockey junior dans la Ligue de hockey de l'Ontario. Il fait ses débuts professionnels dans la Ligue américaine de hockey avec les  Barons de Cleveland. Il termine au 6e rang au total des points des recrues de la LAH.
La saison suivante, il joue quatre parties avec les Sharks, mais joue la majeure partie de la saison avec les Barons. Au cours de l'été suivant, il est échangé aux Rangers de New York en retour de Nils Ekman. Il joue également quatre parties avec les Rangers. Il signe par la suite avec les Capitals de Washington sans toutefois jouer avec eux.
Il rejoint par la suite les EHC Wolfsburg Grizzly Adams de la Deutsche Eishockey-Liga. Après une seule saison en Allemagne, il retourne jouer dans la LAH.

## Statistiques
| Saison    | Équipe                      | Ligue       |    | Saison régulière | Saison régulière | Saison régulière | Saison régulière | Saison régulière |    | Séries éliminatoires | Séries éliminatoires | Séries éliminatoires | Séries éliminatoires | Séries éliminatoires |
| Saison    | Équipe                      | Ligue       | PJ | B                | A                | Pts              | Pun              | PJ               | B  | A                    | Pts                  | Pun                  |                      |                      |
| 1997-1998 | Cougars de Burlington       | OPJHL       | 50 | 28               | 36               | 64               | 31               | -                | -  | -                    | -                    | -                    |                      |                      |
| 1998-1999 | IceDogs de Mississauga      | LHO         | 64 | 11               | 25               | 36               | 29               | -                | -  | -                    | -                    | -                    |                      |                      |
| 1999-2000 | IceDogs de Mississauga      | LHO         | 68 | 23               | 45               | 68               | 53               | -                | -  | -                    | -                    | -                    |                      |                      |
| 2000-2001 | IceDogs de Mississauga      | LHO         | 30 | 15               | 29               | 44               | 22               | -                | -  | -                    | -                    | -                    |                      |                      |
| 2000-2001 | Whalers de Plymouth         | LHO         | 32 | 11               | 16               | 27               | 12               | 19               | 12 | 8                    | 20                   | 22                   |                      |                      |
| 2001-2002 | Barons de Cleveland         | LAH         | 76 | 21               | 29               | 50               | 61               | -                | -  | -                    | -                    | -                    |                      |                      |
| 2002-2003 | Barons de Cleveland         | LAH         | 77 | 17               | 35               | 52               | 44               | -                | -  | -                    | -                    | -                    |                      |                      |
| 2002-2003 | Sharks de San José          | LNH         | 4  | 0                | 0                | 0                | 4                | -                | -  | -                    | -                    | -                    |                      |                      |
| 2003-2004 | Wolf Pack de Hartford       | LAH         | 62 | 25               | 27               | 52               | 45               | 15               | 5  | 6                    | 11                   | 12                   |                      |                      |
| 2003-2004 | Rangers de New York         | LNH         | 4  | 1                | 0                | 1                | 0                | -                | -  | -                    | -                    | -                    |                      |                      |
| 2004-2005 | Wolf Pack de Hartford       | LAH         | 60 | 17               | 16               | 33               | 74               | 6                | 1  | 1                    | 2                    | 6                    |                      |                      |
| 2005-2006 | Wolf Pack de Hartford       | LAH         | 69 | 19               | 36               | 55               | 65               | 11               | 3  | 6                    | 9                    | 22                   |                      |                      |
| 2005-2006 | Rangers de New York         | LNH         | 1  | 0                | 1                | 1                | 4                | 1                | 0  | 0                    | 0                    | 2                    |                      |                      |
| 2006-2007 | Bears de Hershey            | LAH         | 48 | 15               | 20               | 35               | 80               | 16               | 2  | 6                    | 8                    | 16                   |                      |                      |
| 2007-2008 | EHC Wolfsburg Grizzly Adams | DEL         | 28 | 10               | 13               | 23               | 41               | -                | -  | -                    | -                    | -                    |                      |                      |
| 2008-2009 | Devils de Lowell            | LAH         | 23 | 9                | 10               | 19               | 23               | -                | -  | -                    | -                    | -                    |                      |                      |
| 2009-2010 | Falcons de Springfield      | LAH         | 67 | 24               | 35               | 59               | 83               | -                | -  | -                    | -                    | -                    |                      |                      |
| 2010-2011 | Devils d'Albany             | LAH         | 48 | 16               | 28               | 44               | 47               | -                | -  | -                    | -                    | -                    |                      |                      |
| 2011-2012 | Devils d'Albany             | LAH         | 37 | 5                | 14               | 19               | 11               | -                | -  | -                    | -                    | -                    |                      |                      |
| 2012-2013 | Devils d'Albany             | LAH         | 36 | 3                | 10               | 13               | 27               | -                | -  | -                    | -                    | -                    |                      |                      |
| 2013-2014 | Östersunds IK               | Division 1  | 23 | 11               | 19               | 30               | 53               | 4                | 2  | 1                    | 3                    | 2                    |                      |                      |
| 2014-2015 | Nippon Paper Cranes         | Asia League | 36 | 14               | 15               | 29               | 26               | -                | -  | -                    | -                    | -                    |                      |                      |

## Transactions en carrière
- 12 août 2003: échangé aux Rangers de New York par les Sharks de San José en retour de Nils Ekman.
- 14 juillet 2006: signe un contrat comme agent libre avec les Capitals de Washington.